# Высокоскоростная железная дорога Кёльн — Франкфурт-на-Майне

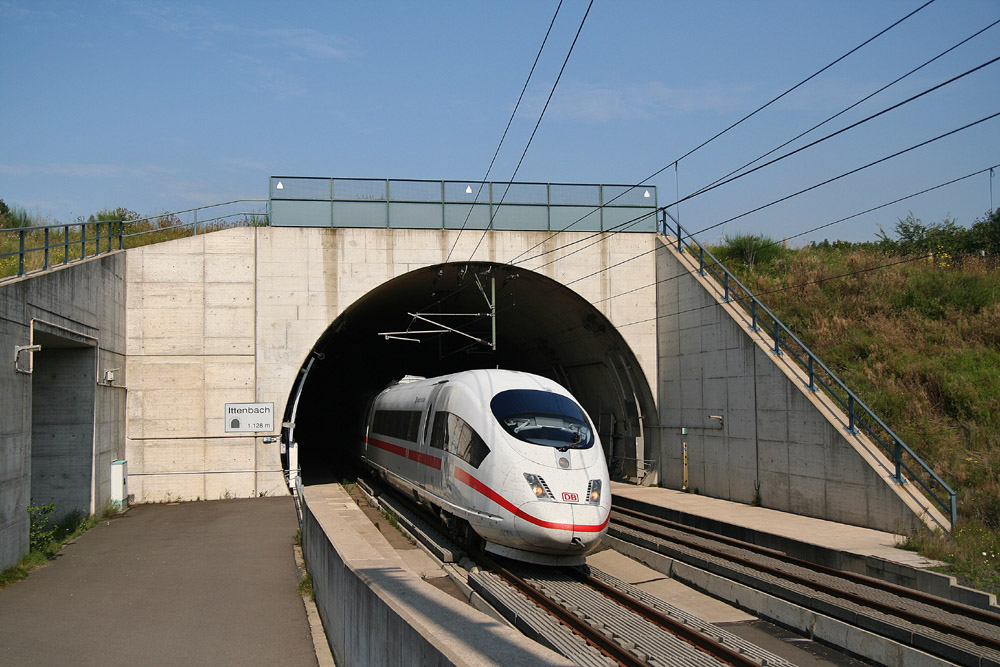
ICE3

Высокоскоростная железнодорожная линия Кёльн-Франкфурт (нем. Schnellfahrstrecke Köln–Rhein/Main) длиной 180,0 км соединяет Рейнско-Рурский и Рейнско-Майнский регионы. Она проходит от Кёльна через Монтабаур, Лимбург и аэропорт Франкфурта-на-Майне до Франкфурт-на-Майне. Существует также ответвление на Висбаден, и параллельная линия Flughafenschleife Köln длиной 15,2 км, соединяющая трассу с аэропортом Кёльн-Бонн. На большей части соединяющей линии допустимо движение со скоростью 300 км/ч.
Построенная в 1995—2001 годах линия используется исключительно для пассажирских перевозок. Отличительными особенностями являются использование безбалластного полотна и электромагнитной системы торможения.

## История

### Предпосылки
Ещё в 1850 году была построена железная дорога Вестервальд — Таунус, проходившая через Дойтц, Зигбург, Лимбург и Висбаден. Из стратегических соображений она была проложена по правому берегу Рейна.
Первые планы по строительству высокоскоростной линии между Кёльном и Рейнско-Майнским регионом появились в 1965 году. В 1971 были разработаны первые детальные планы, а сама линия вошла в 1973 году в первый немецкий план развития путей сообщения (Bundesverkehrswegeplan). Однако в результате противодействия на региональном уровне дальнейшее планирование в 1970-х годах было приостановлено, а сама линия исчезла из плана развития.
В 1980-х годах по мере увеличения пассажиро- и грузооборота, проложенная по левому берегу Рейна линия продолжала оставаться узким местом. В связи с этим по заявки Bundesbahn в план развития путей сообщения 1985 года была внесена линия Кёльн — Лимбург — Франкфурт.
Во время планирования Bundesbahn характеризовал трассу Кёльн-Франкфурт как связующее звено между важнейшими агломерациями Германии и … один из самых мощных транспортных потоков Европы. На тот момент в Рейнско-Рурском регионе проживало около 10 миллионов человек, в Рейнско-Майнском — почти 3. Поездка между вокзалами Кёльна и Франкфурта занимала около 135 минут. Необходимость строительства новой трассы обосновывалась высокой загрузкой существующих веток: по обеим стором Рейна ежедневно курсировали до 600 поездов. От новой ветки Die Bahn ожидал повышения пассажиропотока на 50-100 % и разгрузки авто- и авиатранспорта на 15-30 тыс. человек ежедневно.